# Giuseppe Zappi
Giuseppe "José" Zappi (Ímola, 26 de outubro de 1875 — São Paulo, 1950) foi um empresário italiano radicado no Brasil.
Conceituado ceramista, representou seu país em diversos congressos sobre cerâmica e porcelana. Em 1913 migrou para São Paulo, Brasil, onde permaneceu até o fim de sua vida; difundindo seus conhecimentos e fomentando o desenvolvimento da indústria de louça branca no país.

## História
Romeo Ranzini, um italiano que migrou para o Brasil no ano de 1888, quando tinha 4 anos de idade, tornou-se químico e empreiteiro da construção civil. Em 1912, planejando instalar em São Paulo uma grande indústria para produção de louça branca, e constatando que no país só havia especialistas em cerâmica vermelha, viajou para a Itália com o objetivo de adquirir conhecimentos no ramo, comprar o maquinário necessário e contratar mão-de-obra especializada. José Zappi foi um dos ceramistas contratados por Romeo Ranzini, por intermédio do consulado brasileiro em Milão, e chegou ao Brasil em 1913.
Com um contrato de três anos, assumiu a chefia dos operários da Fábrica de Louças Santa Catharina; indústria que Romeo Ranzini, e mais cinco sócios, acabara de fundar no distrito da Lapa, em São Paulo.

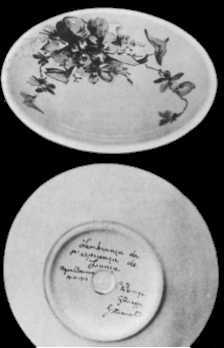
1ª peça de louça industrializada no Brasil

Em um prato que marca a inauguração da Fábrica Santa Catarina, e que simboliza a primeira peça de louça de pó de pedra industrializada no Brasil, constam as assinaturas de Romeo Ranzini, o sócio fundador; a de José Zappi, chefe dos operários; e a do mestre pintor Giovanni Miniati. José Zappi trabalhou nesta empresa até 1916, e foi um dos principais responsáveis pelo seu desenvolvimento técnico.
A partir de 1916, quando terminou seu contrato, José Zappi passou a colaborar com outros empreendedores na fundação de outras empresas pelo interior de São Paulo. Em 1918 adquiriu um terreno na Vila Prudente e ali fundou, com recursos próprios, sua fábrica; a Indústria de Louças Zappi, que teve um início modesto, produzindo azulejos e louça sanitária.
A Vila Prudente era um reduto da comunidade italiana, criada pelos irmãos Falchi; três italianos que tinham por objetivo instalar no local a fábrica de chocolates da família, atrair outras empresas para a região e vender lotes de terreno para os operários construírem suas residências. Quando José Zappi chegou ao bairro os irmãos Falchi já haviam se mudado, mas o objetivo tinha sido alcançado. Várias indústrias já estavam instaladas no bairro, que contava com energia elétrica, linha de bonde e uma sociedade, de moradores e trabalhadores, unida e bem organizada.
José Zappi logo se integrou à comunidade vilaprudentina, tornando-se pessoa participativa, respeitada e muito benquista. Por volta de 1937 uma parte do terreno de sua empresa foi doada, e outra parte vendida em condições facilitadas, perfazendo um total de 5000 m², ao Círculo Operário de Vila Prudente; uma instituição criada pelos trabalhadores do bairro. No terreno foram instaladas a sede da instituição e um colégio.
José Zappi morreu em 1950 e, na época, ele já estava desligado da empresa. Em 1954 a prefeitura de São Paulo decide homenageá-lo dando à rua onde estava instalada sua indústria o nome Rua José Zappi.